# Уве Йонзон
Уве Йонзон (на немски: Uwe Johnson) е германски белетрист.

## Биография
Уве Йонзон е роден в Камен Поморски на 20 юли 1934 г. През 1944 г. семейството му бяга от напредващата Червена армия в Мекленбург, а бащата е арестуван, депортиран в СССР и през 1947 г. умира в съветските лагери. Уве Йонзон завършва гимназия в Гюстров, после следва немска филология в Росток (1952-1954 г.) и Лайпциг (1954-1956 г.). Изключен е от университета поради „политическа пасивност“, но скоро е възстановен. Едно по едно издателствата в Източна Германия отхвърлят първия му роман „Предположения за Якоб“ (Mutmassungen über Jakob). През 1956 г. майката на Йонзон се преселва в Западен Берлин. Поради това той не е назначен на работа по специалността, а е принуден да се препитава с преводи. През 1959 г. самият Уве Йонзон емигрира във ФРГ. Голямото издателство „Зуркамп“ веднага публикува отхвърляния му роман.
Йонзон става член на свободното литературно сдружение Група 47. Твори под влияние от Джойс, Уилям Фокнър и френския „нов роман“ (roman nouveau). В своите романи и разкази представя драматичната картина на немското общество от 30-те до 60-те години.
От 1969 г. Уве Йонзон е член на ПЕН клуба на ФРГ и на Академията на изкуствата в Западен Берлин. През 1970 г. излиза първият том на основната му творба „Годишнини“ (Jahrestage), над която писателят работи до края на живота си. През 1971 и 1972 г. излизат вторият и третият том. Последният четвърти том Йонзон успява да завърши и публикува едва през 1983 г.
Уве Йонзон много пътува, живее със стипендия в Рим, работи в САЩ, а през 1974 г. се установява в Англия. Преживява творческа криза, пише малко, изнася лекции. Здравето му се влошава. Йонзон смята да се пресели в Америка, като се уговаря да получи апартамента на Макс Фриш в Ню Йорк, но това намерение се осуетява.
Йонзон умира от сърдечен удар сам в селска къща, тялото му е намерено три седмици след смъртта му.
В чест на писателя през 1994 г. в Нойбранденбург е учредена литературната награда „Уве Йонзон“.

## Награди и отличия
- 1960: „Награда Фонтане“ für Mutmassungen über Jakob
- 1962: Prix International de la Littérature
- 1967: Ernennung zum Knight of Mark Twain durch den Mark Twain Circle of America
- 1971: „Награда Георг Бюхнер“
- 1975: „Награда Вилхелм Раабе“ на град Брауншвайг
- 1978: „Награда Томас Ман“ на град Любек
- 1983: „Награда Хайнрих Бьол“ на град Кьолн